# روسلان حاجی‌اف
روسلان حاجی‌اف (ترکی آذربایجانی: Ruslan Hacıyev؛ زادهٔ ۲۶ مارس ۱۹۹۸) بازیکن فوتبال است.
وی همچنین در تیم ملی فوتبال زیر ۱۹ سال جمهوری آذربایجان بازی کرده‌است.